# Fablok Typ W4A Wisła
Die schmalspurigen Dampflokomotiven Fablok Typ W4A Wisła der Polnischen Staatsbahnen (PKP) wurden von Fablok in Chrzanów im Jahr 1928 hergestellt und mit einer anderen Lokomotive des Herstellers WSABP in Warschau in die PKP-Baureihe D7 eingereiht. Die Lokomotiven vom Typ W4A Wisła erhielten die ursprüngliche Betriebsnummer D7-851–853, D7-1663–1666, D7-3004.
Während der Zeit des Zweiten Weltkrieges wurden einige Lokomotiven von der Deutschen Reichsbahn übernommen und als 99 2554–2556, 2560 bezeichnet. Nach 1945 wurden fünf Lokomotiven wieder von den PKP übernommen und auf Schmalspurbahnen mit 750 mm Spurweite eingesetzt. Diese wurden zuerst als Tx3-1271, 1273–1275, 1277 und ab 1961 als Tx28-1271, 1273–1275, 1277 bezeichnet. Sie waren bis 1974 in Betrieb und wurden dann ausgemustert und bis auf die Tx28-1274 verschrottet. Diese wurde 1974 in das Eisenbahnmuseum in Sochaczew der ehemaligen Schmalspurbahn Sochaczew–Wyszogród übergeben und ist dort als Ausstellungsstück erhalten.
Die im gleichen Jahr gebaute und in die Baureihe Tx28 eingereihte Tx28-1272 von WSABP ist völlig anders aufgebaut.

## Geschichte
Für die Schmalspurbahnen mit der Spurweite von 750 mm in Kujawien wurden im Herbst 1927 zehn Lokomotiven bei Fablok in Chrzanów bestellt. Nach Fertigstellung der Konstruktionsunterlagen wurden die Stückzahl auf acht verringert, die bis November 1928 mit den Fabriknummern 305–312 geliefert wurden. Die polnischen Baureihennummern waren je nach Einsatzort ausgewählt und änderten sich bei einer Umstationierung der Lokomotive.
So erhielt die Lokomotive mit der Fabriknummer 312, die als D7-3004 in Dienst gestellt wurde und ursprünglich für die Lokalbahn Łupków–Cisna geplant war, durch Umstationierung eine andere Nummer, da sie dort für den Betrieb auf 760 mm Spurweite nicht geeignet war. 1940 war sie als D7-1667 im Einsatz.

### Einsätze während des Zweiten Weltkrieges
Zu Beginn des Zweiten Weltkrieges waren vier Lokomotiven auf dem Gebiet der Sowjetunion im Dienst und wurden dort auf verschiedenen Waldbahnen eingesetzt. Eine genaue Dokumentation über diese Einsätze ist nicht vorhanden. Bis auf die D7-1667 kamen die Lokomotiven nicht nach Polen zurück.
Vier weitere Lokomotiven kamen in den Bestand der Deutschen Reichsbahn und wurden als DR 99 2554–2556 und 99 2560 bezeichnet. Diese Lokomotiven wurden weiter auf dem Netz in Kujawien eingesetzt.

### Nachkriegseinsatz bei den PKP
Nach dem Krieg kamen die vier Lokomotiven der Deutschen Reichsbahn und eine aus der Sowjetunion nach Polen zurück.
| laufende Nummer | Fabriknummer | erste Bezeichnung (PKP) | letzte Bezeichnung (PKP) | DR-Bezeichnung | Bezeichnung 1947 (PKP) | Bezeichnung 1961 (PKP) | Bemerkungen                                   |
| --------------- | ------------ | ----------------------- | ------------------------ | -------------- | ---------------------- | ---------------------- | --------------------------------------------- |
| 1               | 312          | D7-3004                 | D7-1667                  | –              | Tx3-1271               | Tx28-1271              | 1969 verschrottet                             |
| 2               | 306          | D7-851                  | D7-851                   | 99 2554        | Tx3-1273               | Tx28-1273              | 1968 verschrottet                             |
| 3               | 308          | D7-852                  | D7-852                   | 99 2555        | Tx3-1274               | Tx28-1274              | 1974 ausgemustert, danach an Museum Sochaczew |
| 4               | 310          | D7-853                  | D7-853                   | 99 2556        | Tx3-1275               | Tx28-1275              | 1970 verschrottet                             |
| 5               | 307          | D7-1664                 | D7-1664                  | 99 2560        | Tx3-1277               | Tx28-1277              | 1970 verschrottet                             |

Die erhaltene Tx28-1274 war bis 1971 auf der Średzka Kolej Powiatowa (Schmalspurbahn Sochaczew–Wyszogród) aktiv. Danach wurde sie nach Ełk gebracht, wo sie bis 1974 im Einsatz war. Anschließend wurde sie dem Eisenbahnmuseum Warschau übergeben. Sie befindet sich als Ausstellungsstück im Eisenbahnmuseum in Sochaczew.

## Konstruktion
Die Nassdampf-Zweizylinderlokomotive für die Spurweite 750 mm besitzt Kesselaufbau mit Sanddom, Speisepumpe, Dampfdom und Sicherheitsventil hinter dem Schornstein. Die ersten drei Achsen besitzen einen einheitlichen Radabstand von 800 mm, die vierte Achse ist mit 1200 mm etwas nach hinten versetzt.
Die Achsen der Lokomotive sind im Blechrahmen mit einer Stärke von 60 mm gelagert und mit Blattfedern oberhalb der Achslager abgefedert. Die dritte Achse der Lok wurde angetrieben. Die ersten drei Radsätze sind fest im Rahmen gelagert, die vierte besaß eine Seitenverschiebbarkeit von ±12 mm. Außerdem besitzt die dritte Achse geschwächte Spurkränze, was eine Fahrt im Bogen mit 35 m ermöglichte.
Der gewalzte Flammrohrkessel besteht aus zwei Blechteilen mit 10 mm Stärke. Die Feuerbüchse aus Kupfer wurde nach dem Zweiten Weltkrieg gegen eine stählerne ausgetauscht. Vom Sanddom konnte die erste Achse von vorn und hinten mechanisch gesandet werden. Der Schornstein besaß ursprünglich einen Funkenfänger Bauart Rihosek, später wurde dieser durch einfache Siebbleche ersetzt. Gespeist wurde der Kessel von zwei Injektoren von Friedmann mit einer Leistung von 65 l/min. Das Zweizylindertriebwerk besitzt Kolbenschieber und eine Heusinger-Steuerung, der Kreuzkopf ist einschienig auf der Gleitbahn geführt.
Die Lokomotive ist mit der Dampfbremse sowie der Wurfhebelbremse ausgestattet, die auf eine gemeinsame Welle wirkten. Dadurch konnten die ersten drei Achsen einseitig von vorn abgebremst werden. Ausgerüstet ist sie mit der Balancierhebelkupplung. Die Beleuchtung war ursprünglich eine Petroleumbeleuchtung, nach dem Zweiten Weltkrieg wurde diese auf elektrische Beleuchtung mit Turbogenerator für 24 V umgestellt.